# Kid3
Kid3 ist eine freie, plattformübergreifende Software zum Editieren der Meta-Informationen (Komponist, Titel, Interpret usw.) in Audio-Dateien.
Der sogenannte Tag-Editor unterstützt diverse Dateiformate, wie MP3, Ogg, FLAC, MPC, MPEG-4 (.mp4/.m4a/.m4b), AAC, Opus, SPX, True Audio, APE, WavPack, WMA, WAV, AIFF und Tracker Module.

## Funktionen
- Bearbeiten und Konvertieren zwischen ID3v1.1-, ID3v2.3- und ID3v2.4-Tags.
- Zugriff auf alle Tag-Felder.
- Die Tags mehrerer Dateien können miteinander bearbeitet werden.
- Tags können aus den Dateinamen oder dem Inhalt anderer Tags gesetzt werden.
- Dateien und Verzeichnisse können anhand der Tags umbenannt bzw. erstellt werden.
- Erstellen von Wiedergabelisten.
- Automatische Umwandlung zwischen Groß- und Kleinbuchstaben, Ersetzen von Zeichenketten.
- Suchen und Filtern nach Tags.
- Importieren der Metadaten von gnudb.org, TrackType.org, MusicBrainz, Discogs, Amazon und anderen Quellen.
- Automatisierter Import der Metadaten und Album-Covern für mehrere Alben aus verschiedenen Quellen.
- Importieren anhand des akustischen Fingerabdrucks mit AcoustID.
- Exportieren von Tags als CSV, HTML, Wiedergabelisten, Kover XML und in anderen Formaten.